# El tiempo que te doy
El tiempo que te doy és una sèrie de televisió espanyola de 2021 original de Netflix protagonitzada per Nadia de Santiago i Álvaro Cervantes. De Santiago és a més la creadora de la sèrie. La ficció explora un format creatiu diferent amb deu episodis d'11 minuts de durada cadascun.

## Sinopsi
Lina (Nadia de Santiago) eestà començant de nou, es muda de casa, cerca un nou treball i prova noves experiències. Però el que intenta fer en realitat és oblidar un amor del passat, el seu primer amor. Cada dia, Lina intenta que el temps que passa pensant en Nico (Álvaro Cervantes) sigui un minut menys per a així poder avançar amb la seva vida.

## Repartiment

### Principals
- Nadia de Santiago com Lina Ruiz
- Álvaro Cervantes com Nicolás «Nico» Torres

### Recurrents
- David Castillo com Santi
- Mariví Carrillo com Mavi
- Cala Zavaleta com Inés
- Carla Linares com Laura
- Luisa Vides com Doctora
- Eloi Costa com Nicolás
- Violeta Mateos com Mireia
- Prince Ezeanyim com Pedro
- Dariam Coco com Clara
- Marcelo Carvajal com Jon
- Stephan Eitner comoVíctor
- Sara Vidorreta com Ariadna Castro
- Moussa Echarif com Samir
- Ramón Rados com Vicente
- Nico Romero com Julio
- Julián Villagrán com Richi
- Denis Gómez com Luis Miguel
- Blanca Parés com Mar
- Isabel Ampudia com Doctora
- Inma Cuevas com Elvira

## Producció
A l'octubre de 2020 es van anunciar els projectes originals de Netflix a Espanya per a la nova temporada, El tiempo que te doy n’era un d’ells. La sèrie explora un format creatiu diferent, comptant amb episodis d'11 minuts de durada. El rodatge es va dur a terme s Madrid i Andalusia. Al juliol de 2021 es va anunciar l'estrena de la sèrie per a octubre del mateix any.

## Episodis
| Núm. (serie) | Títol                                           | Direcció                       | Guió                                              | Data d'emissió       |
| ------------ | ----------------------------------------------- | ------------------------------ | ------------------------------------------------- | -------------------- |
| 1            | «1 minuto de presente y 10 minutos de recuerdo» | Inés Pintor i Pablo Santidrián | Nadia de Santiago, Inés Pintor i Pablo Santidrián | 29 d'octubre de 2021 |
| 2            | «2 minutos de presente y 9 minutos de recuerdo» | Inés Pintor i Pablo Santidrián | Nadia de Santiago, Inés Pintor i Pablo Santidrián | 29 d'octubre de 2021 |
| 3            | «3 minutos de presente y 8 minutos de recuerdo» | Inés Pintor i Pablo Santidrián | Nadia de Santiago, Inés Pintor i Pablo Santidrián | 29 d'octubre de 2021 |
| 4            | «4 minutos de presente y 7 minutos de recuerdo» | Inés Pintor i Pablo Santidrián | Nadia de Santiago, Inés Pintor i Pablo Santidrián | 29 d'octubre de 2021 |
| 5            | «5 minutos de presente y 6 minutos de recuerdo» | Inés Pintor i Pablo Santidrián | Nadia de Santiago, Inés Pintor i Pablo Santidrián | 29 d'octubre de 2021 |
| 6            | «6 minutos de presente y 5 minutos de recuerdo» | Inés Pintor i Pablo Santidrián | Nadia de Santiago, Inés Pintor i Pablo Santidrián | 29 d'octubre de 2021 |
| 7            | «7 minutos de presente y 4 minutos de recuerdo» | Inés Pintor i Pablo Santidrián | Nadia de Santiago, Inés Pintor i Pablo Santidrián | 29 d'octubre de 2021 |
| 8            | «8 minutos de presente y 3 minutos de recuerdo» | Inés Pintor i Pablo Santidrián | Nadia de Santiago, Inés Pintor i Pablo Santidrián | 29 d'octubre de 2021 |
| 9            | «9 minutos de presente y 2 minutos de recuerdo» | Inés Pintor i Pablo Santidrián | Nadia de Santiago, Inés Pintor i Pablo Santidrián | 29 d'octubre de 2021 |
| 10           | «10 minutos de presente y 1 minuto de recuerdo» | Inés Pintor i Pablo Santidrián | Nadia de Santiago, Inés Pintor i Pablo Santidrián | 29 d'octubre de 2021 |

## Reconeixements

### Premis Feroz
| Any  | Categoria                             | Nominat(s)           | Resultat | Ref.  |
| ---- | ------------------------------------- | -------------------- | -------- | ----- |
| 2022 | Millor sèrie dramàtica                | El tiempo que te doy | Nominada | [ 4 ] |
| 2022 | Mejor actriz protagonista d'una sèrie | Nadia de Santiago    | Nominada | [ 4 ] |
| 2022 | Mejor actor protagonista d'una sèrie  | Álvaro Cervantes     | Nominat  | [ 4 ] |

### Premis Forqué
| Any  | Categoria                                  | Nominat(s)        | Resultat | Ref.  |
| ---- | ------------------------------------------ | ----------------- | -------- | ----- |
| 2022 | Millor interpretació femenina en una sèrie | Nadia de Santiago | Nominada | [ 5 ] |